# Lomas de San Juan
Lomas de San Juan es una población perteneciente al municipio de Acapulco de Juárez, Guerrero, en el sur de México. Se encuentra a una altitud de 174 m s. n. m.
Su fundación data de 1955,debido a que el funfador, un señor llamado Gonzalo Memije, al huir de su anterior pueblo llamado Tixtlancingo, siendo seguido este por algunos del mismo, crearon uno llamado "Los yanitos", buscando tener cerca la carretera y el río, pero al subir la carretera federal, se creó "Las Lomas de San Juan",su nombre se debe a que algunos agricultores que vivían cerca del lugar donde actualmente se encuentra la población, tenían sus sembradíos al norte de dicha zona por lo que para acceder a ellos tenían que pasar por unos cerros o "lomas" por lo que cuando les preguntaban que en donde sembraban ellos decían que por el rumbo de "Las Lomas" dando origen al nombre del pueblo,al llegar ya habita un señor grande llamado Juan, así que en honor le llamaron "Lomas de San Juan"

## Demografía

### Población
Según el Conteo de Población y Vivienda, aplicado por el Instituto Nacional de Estadística y Geografía (INEGI) en el año 2010, su población era hasta ese año de 2 377 habitantes, de los cuales 1 140 eran hombres y 1 237 eran mujeres. Es la octava comunidad más grande del municipio en cuanto a población. 
| Población de Lomas de San Juan |       |
| 2005                           | 2,083 |
| 2010                           | 2,377 |

## Economía
En Lomas de San Juan hay un total de 527 hogares.
De estos 501 viviendas, 112 tienen piso de tierra y unos 101 consisten de una sola habitación.
352 de todas las viviendas tienen instalaciones sanitarias, 246 son conectadas al servicio público, 485 tienen acceso a la luz eléctrica.
La estructura económica permite a 18 viviendas tener una computadora, a 126 tener una lavadora y 434 tienen una televisión.

## Educación
Aparte de que hay 206 analfabetos de 15 y más años, 17 de los jóvenes entre 6 y 14 años no asisten a la escuela.
De la población a partir de los 15 años 190 no tienen ninguna escolaridad, 577 tienen una escolaridad incompleta. 293 tienen una escolaridad básica y 316 cuentan con una educación post-bósica.
Un total de 160 de la generación de jóvenes entre 15 y 24 años de edad han asistido a la escuela, la mediana escolaridad entre la población es de 7 años.